# 晉陵公主
晉陵公主（?—?），中国東晋孝武帝司马曜之女，下嫁谢混（谢安之孙、谢琰之子）。
晋孝武帝司马曜看中谢混为女婿，对王珣说：“主婿但如刘真长、王子敬便足。如王处仲、桓元子诚可，才小富贵，便干预别人家的事。（讽刺王敦、桓温有不臣之心）”王珣回答：“谢混虽不及真长，不减子敬。”晋孝武帝说：“如此便足。”不久，晋孝武帝驾崩，袁山松想以女儿嫁给谢混，王珣说：“卿莫近禁脔。”义熙八年（412年），谢混被迫自杀，公主被迫离开谢家，改嫁王练。刘宋时被改称东乡君，准许再回谢家。

## 传记资料
- 《晉書》谢混传
- 《宋書》谢弘微传